# Рејчел Зеглер
Рејчел Ен Зеглер (енгл. Rachel Anne Zegler; 3. мај 2001, Хакенсак) је америчка глумица и певачица. Године 2021. дебитује у филмској адаптацији Приче са западне стране као Марија Васкез.

## Биографија
Зеглер је рођена 3. маја 2001. у Хакенсаку, Њу Џерзи, као ћерка Џине и Крега Зеглера. Има старију сестру Жаклин. Њена мајка је колумбијског порекла. Зеглерова бака по мајци емигрирала је из Колумбије у Сједињене Државе 1960-их. Њен отац је пољског порекла.
Зеглер је одрасла у Клифтону у Њу Џерсију, где је похађала припремну школу. Затим је похађала католичку средњу школу безгрешног зачећа припремну за све девојке, где је играла у мјузиклима школе све четири године: као Бел у Лепотици и звери (2016), Аријел у Малој сирени (2017), Дороти Брок у 42. улици (2018) и принцезу Фиону у Шреку (2019). За све четири представе, номинована је за Метро награду у категорији глумица у главној улози. Њене друге улоге су укључивале Серену у Правној плавуши, Козету у Јадницима, Мили у Потпуно модерној Мили и Мими у Изнајмљивању. Гимназију је завршила 2019. године.

## Каријера
Зеглерин Јутјуб канал је активан од јула 2015. И привукао је пажњу. Од 2020. године, Зеглерин видео на којем пева песму "Shallow", из филма Звезда је рођена, прикупио је преко 11 милиона прегледа на Твитеру.
У јануару 2018, редитељ Стивен Спилберг је путем Твитера објавио позив за кастинг за нову филмску адаптацију Приче са западне стране. Зеглер, која је тада имала 16 година, одговорила је на твитове позива за кастинг са видео снимцима на којима пева „Tonight” и „I Feel Pretty”; одиграла је улогу у Бергенском центру за сценске уметности 2017. године. Зеглер је изабрана међу преко 30.000 пријављених за улогу Марије, што је означило њен деби на филму. Њена филмска изведба побрала је похвале критике, као и бројна признања, укључујући и награду Златни глобус за најбољу глумицу – филмска комедија или мјузикл. Овом победом Зеглер је постала прва глумица колумбијског порекла и Латиноамериканца која је победила у тој категорији, као и најмлађа победница у тој категорији са 20 година.
Играла је Снежану у истоименој играној адаптацији Дизнијевог анимираног филма заједно са Гал Гадот.
Уврштена је на Форбсову листу 30 испод 30 година за 2022. годину.